# ESP32
De ESP32 is een budgetserie van laag-vermogen-microcontrollers met geïntegreerde Wi-Fi en dual-mode bluetooth. De ESP32-serie maakt gebruik van een Tensilica Xtensa LX6- microprocessor in zowel dual- als single-core-uitvoering. De ESP32 is gemaakt en ontwikkeld door Espressif Systems, een in Shanghai gevestigd Chinees bedrijf, en wordt vervaardigd door TSMC met behulp van hun 40nm-proces. Het is een opvolger van de ESP8266-microcontroller. 
De ESP32-microcontroller is erg populair bij hobbyisten voor het ontwikkelen van Internet of Things-applicaties.

## Toepassingen
De ESP32-microcontroller is vanwege massaproductie zeer goedkoop in aanschaf, en is bovendien beschikbaar als module waarbij alle onderdelen zoals oscillators en andere componenten die nodig zijn om een microprocessor te laten werken geïntegreerd zitten. Daarnaast zit er vaak ook een 2,4GHz-antenne in het PCB verwerkt voor wifi en bluetooth. Deze combinatie van compleetheid en lage kosten maakt de microcontroller erg aantrekkelijk voor fabrikanten van Internet der dingen of domotica zoals slimme lampen of gordijnen die eenvoudig via wifi verbinding kunnen maken met het internet, om zo door de eigenaar via een mobiele app te bedienen.
Verder wordt de ESP32-microcontroller ook vaak gezien als geschikt platform om mee te werken wanneer een Arduino niet krachtig genoeg is. De ESP32 heeft een flink hogere kloksnelheid, veel meer flash- en werkgeheugen dan de veelgebruikte Atmel AVR-microcontrollers. Daarnaast heeft de ESP32 vanwege zijn flink forsere rekenkracht ook de mogelijkheid om hogere programmeertalen zoals Lua en MicroPython tijdens het uitvoeren te interpreteren. Op internet zijn veel voorbeelden en tutorials te vinden over het werken met ESP-microcontrollers.

## Kenmerken
- Processoren:

ESP32 functieblokdiagram.

  - CPU: Xtensa dual-core (of single-core) 32-bit LX6-microprocessor, klokfrequentie van 160 of 240 MHz. (C3-variant heeft een RISC-V single-core-processor)
  - Ultra-low power (ULP) co-processor
- Geheugen: 520 KiB SRAM (C3-variant heeft 400 KiB SRAM)
- Draadloze verbindingsmogelijkheden:
  - Wi-Fi: 802.11 b/g/n
  - Bluetooth: v4.2 BR / EDR en BLE
- Perifere interfaces:
  - 12-bit SAR ADC tot 18 kanalen
  - 2 × 8-bit DAC's
  - 10 × aanraaksensoren (GPIO's met capacitieve detectie)
  - 4 × SPI
  - 2 × I²S-interfaces
  - 2 × I²C-interfacebus
  - 3 × UART
  - SD- / SDIO- / CE-ATA- / MMC- / eMMC-hostcontroller
  - SDIO / SPI-slave-controller
  - Ethernet MAC-interface met speciale ondersteuning voor DMA en IEEE 1588 Precision Time Protocol
  - CAN bus 2.0
  - Infrarood-afstandsbediening (TX / RX, maximaal 8 kanalen)
  - Motor-PWM
  - LED-PWM (tot 16 kanalen)
  - Hall-effectsensor
- Beveiligingstechnieken:
  - Standaard IEEE 802.11-beveiligingsfuncties die worden ondersteund, inclusief WFA, WPA / WPA2 en WAPI
  - Beveiligd opstartproces
  - Flash-codering
  - 1024-bit OTP, tot 768-bit voor klanten
  - Cryptografische hardwareversnelling: AES, SHA-2, RSA, elliptische curve-cryptografie (ECC), random number generator (RNG)
- Stroombeheer:
  - Interne drop-out regelaar
  - 5 μA stroom in deep-sleep mode
  - Wake up van sleep mode door GPIO-interrupt, timer, ADC of interrupt van capacitieve aanraaksensor.